# Plutocràcia

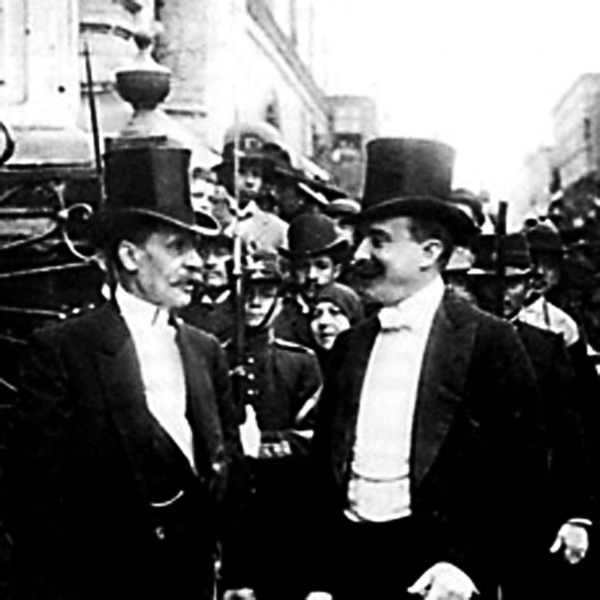
José Pardo Barreda i Manuel Candamo van ser dos dels principals membres d'un grup oligàrquic que va governar Perú entre els darrers anys del i els primers del XX

La plutocràcia (del grec antic πλοῦτος) és el sistema de govern en què el poder l'exerceixen els que acumulen més riquesa. Sol ser un tipus d'oligarquia, ja que el capital s'acumula en poques mans influents. El primer ús conegut del terme en anglès data de 1631. A diferència de la majoria de sistemes polítics, la plutocràcia no parteix de cap filosofia política establerta.
Hi ha diversos mecanismes per assegurar que només els més rics puguin accedir al govern: un és determinar un capital mínim per entrar als càrrecs, com passava a la República Romana; un altre és restringir el dret a vot (sufragi censatari) i l'altre és que de facto, per la corrupció del sistema (caciquisme, suborns, lobbies de pressió), només els més rics puguin optar a càrrecs. El finançament de partits polítics ha estat vist com una forma de plutocràcia, en la qual les grans companyies formen grups de pressió pagant les campanyes dels candidats afins.

## Ús del terme
El terme plutocràcia s'utilitza generalment com a pejoratiu per descriure o advertir contra una condició indesitjable. Al llarg de la història, els pensadors polítics i els filòsofs han condemnat els plutòcrates per ignorar les seves responsabilitats socials i utilitzar el seu poder en benefici propi.
Entre els exemples històrics de plutocràcies hi ha l'Imperi Romà, algunes ciutats estat de l'antiga Grècia, la civilització de Cartago, les ciutats estat mercants italianes de Venècia, Florència, Gènova, la República Holandesa i l'Imperi del Japó abans de la Segona Guerra Mundial (el zaibatsu). Segons Noam Chomsky i Jimmy Carter, els Estats Units moderns s'assembla a una plutocràcia encara que amb formes democràtiques. Un antic president de la Reserva Federal, Paul Volcker, també creia que els EUA s'estaven convertint en una plutocràcia.
Un exemple modern i formal d'una plutocràcia, segons alguns crítics, és la City de Londres. El districte financer modern d'aquesta ciutat, una àrea d'uns 2,5 km2, té un sistema electoral únic per a la seva administració local, separat de la resta de Londres. Més de dos terços dels votants no són residents, sinó representants d'empreses i altres entitats amb seus físiques, amb vots repartits segons el nombre de treballadors. La principal justificació d'aquest acord és que la majoria dels serveis que ofereix la City of London Corporation són utilitzats per les empreses de la ciutat. De fet, uns 450.000 no residents constitueixen la població diürna de la ciutat, superant amb escreix als 7.000 residents de la ciutat.
En l'argot polític i la propaganda de la Itàlia feixista, l'Alemanya nazi i la Internacional Comunista, els estats democràtics occidentals van ser anomenats plutocràcies, i ho argumentaven afirmant que un petit nombre d'individus extremadament rics controlaven els països i els obligaven a rescatar-los. La plutocràcia va substituir la democràcia i el capitalisme com el principal terme feixista per als Estats Units i la Gran Bretanya durant la Segona Guerra Mundial. Per als nazis, el terme era sovint una paraula clau per a referir-se a "els jueus".

### Estats Units
Alguns historiadors, polítics i economistes moderns argumenten que els Estats Units van ser efectivament plutocràtics durant almenys una part dels períodes de l'Edat Daurada i de l'Era Progressista entre el final de la Guerra Civil i l'inici de la Gran Depressió. El president Theodore Roosevelt es va guanyar el sobrenom de "trust-buster" (destrucor dels acords) pel seu ús agressiu de la llei antimonopoli dels Estats Units, mitjançant la qual va aconseguir trencar monopolis tant importants com el ferrocarril més gran i la Standard Oil, la companyia petroliera més gran. Segons l'historiador David Burton, "Quan es tractava de preocupacions polítiques domèstiques, la bèstia negra de Theodore Roosvelt era la plutocràcia". En el seu relat autobiogràfic sobre l'assumpció de les corporacions monopolístiques com a president, va explicar Roosevelt
...havíem arribat a l'etapa en què per al nostre poble el que calia era una autèntica democràcia; i de totes les formes de tirania la menys atractiva i la més vulgar és la tirania de la mera riquesa, la tirania d'una plutocràcia.
La Llei Sherman Antitrust s'havia promulgat l'any 1890, quan els grans monopolis de mercat o capital financer van començar a exercir una influència creixent sobre la indústria, l'opinió pública i política després de la Guerra Civil. Els diners, segons el periodista i progressista contemporani Walter Weyl, van ser "el morter d'aquest edifici", mentre les diferències ideològiques entre els polítics s'esvaïen i l'àmbit polític esdevenia "una mera branca d'un negoci encara més gran i integrat. L'estat, que a través del partit feia formalment favors a les grans corporacions, esdevingué un dels seus departaments."
En el seu llibre The Conscience of a Liberal, en una secció titulada The Politics of Plutocracy, l'economista Paul Krugman diu que la plutocràcia es va apoderar de tres factors: en aquell moment, la quarta part més pobre dels residents nord-americans (afroamericans i immigrants no naturalitzats) eren inelegibles per votar, els rics finançaven les campanyes dels polítics que preferien, i la compra de vots era "viable, fàcil i generalitzada", igual que altres formes de frau electoral com l'embotiment d'urnes i la intimidació dels votants de l'altre partit.
Els EUA van instituir la fiscalitat progressiva el 1913, però segons Shamus Khan, als anys setanta, les elits van utilitzar el seu poder polític creixent per reduir els seus impostos, i avui utilitzen amb èxit el que el politòleg Jeffrey Winters anomena "la indústria de defensa dels ingressos" per reduir molt els seus impostos.
El 1998, Bob Herbert de The New York Times es va referir als plutòcrates nord-americans moderns com "The Donor Class" (llista dels principals donants) i va definir la classe, per primera vegada, com a "Un grup reduït, només una quarta part de l'1% de la població, que no és representatiu de la resta de la nació. Però els seus diners compren molt d'accés."
En els temps moderns, des de després de la Segona Guerra Mundial, el terme de vegades s'utilitza de manera pejorativa per referir-se a societats arrelades en el capitalisme corporatiu estatal o que prioritzen l'acumulació de riquesa per sobre d'altres interessos. Segons Kevin Phillips, autor i estratega polític de Richard Nixon, els Estats Units són una plutocràcia en la qual hi ha una "fusió de diners i govern".
Chrystia Freeland, autora de Plutocrats: The Rise of the New Global Super Rich and the Fall of Everyone Else, diu que la tendència actual cap a la plutocràcia es produeix perquè els rics senten que els seus interessos són compartits per la societat.
Quan l'economista guanyador del Premi Nobel Joseph Stiglitz va escriure l'article de la revista Vanity Fair de 2011 titulat "De l'1%, per l'1%, per a l'1%", el títol i el contingut van donar suport a l'afirmació de Stiglitz que els Estats Units són cada cop més governats pel 1% més ric. Alguns investigadors han dit que els EUA poden derivar cap a una forma d'oligarquia, ja que els ciutadans individuals tenen menys impacte que les elits econòmiques i els grups d'interès organitzats en les polítiques públiques. Un estudi dels politòlegs Martin Gilens (Universitat de Princeton) i Benjamin Page (Universitat del Nord-oest), que es va publicar l'abril de 2014, va afirmar que les seves "anàlisis suggereixen que la majoria del públic nord-americà en realitat té poca influència sobre les polítiques que el govern adopta". Gilens i Page no caracteritzen els EUA com una "oligarquia" o "plutocràcia" per se; tanmateix, apliquen el concepte d'"oligarquia civil" tal com l'utilitza Jeffrey A. Winters respecte als EUA.